# 2011 v dopravě
Tento článek obsahuje seznam událostí souvisejících s dopravou, které proběhly roku 2011.

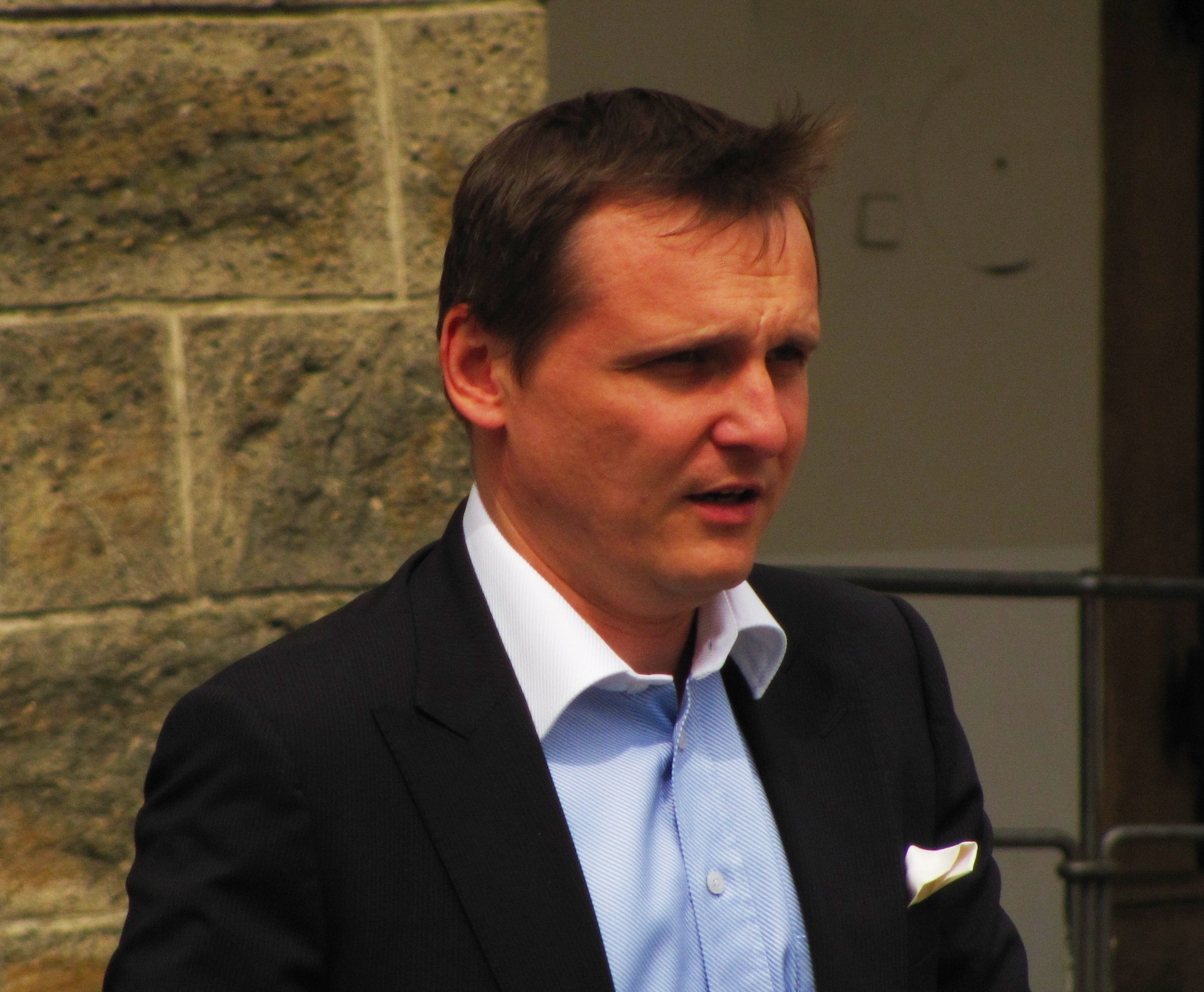
Ministr dopravy Vít Bárta

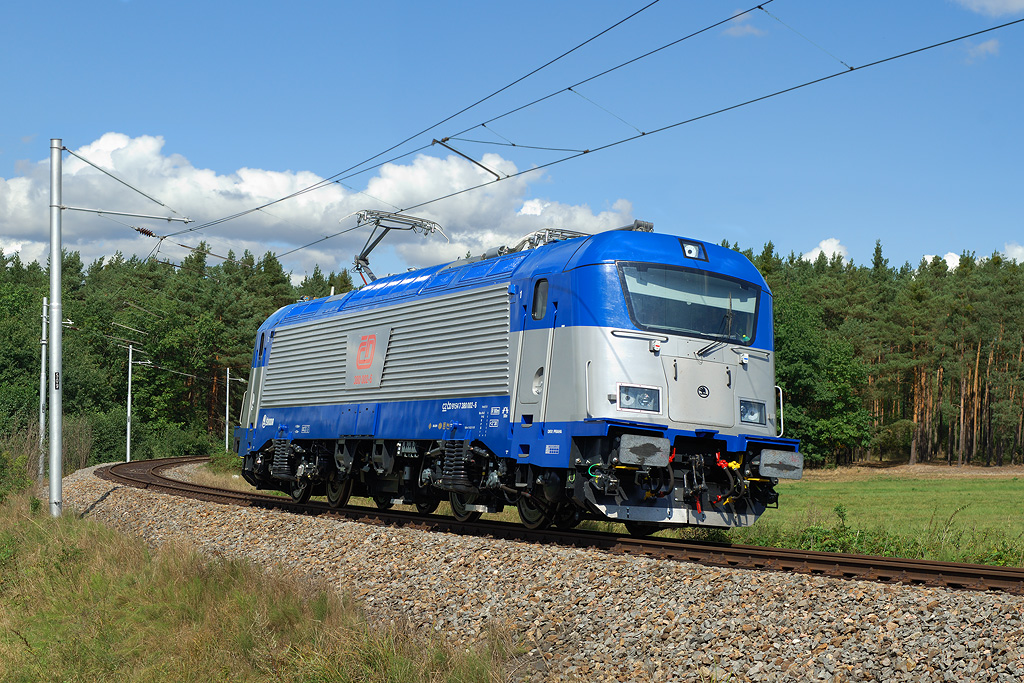
Škoda 109E

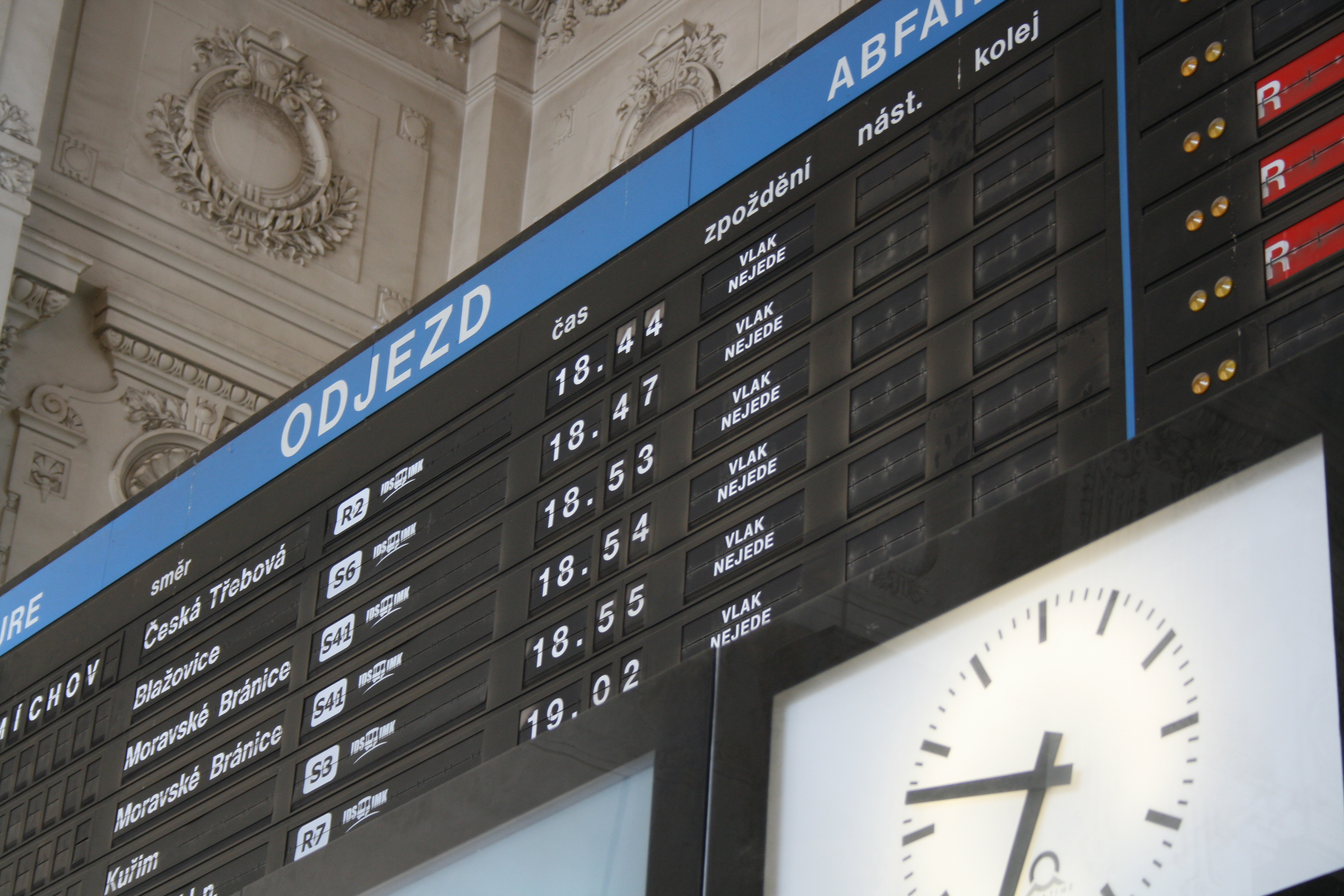
Při červnové stávce po celé republice celý den nevyjely vlaky

## Leden
7. ledna
 České dráhy zahájily provoz modernizovaných lokomotiv řady 750.7 v osobní dopravě. DKV Praha začalo tyto stroje nasazovat na lince Praha – Zdice - České Budějovice, kde nahradily zastaralé lokomotivy řady 749.
11. ledna
 Byla otevřena vysokorychlostní trať Čchang-čchun – Ťi-lin.
20. ledna
 Ministerstvo dopravy vydalo novou strategickou koncepci rozvoje dopravy do roku 2025. Prioritní je například dostavba dálnice D8 či D1 na Ostravsku.

## Duben
8. dubna
 Ministr dopravy Vít Bárta se rozhodl rezignovat na post ministra po vypuknutí kauzy financování poslanců Věcí veřejných. Ve funkci ho 21. dubna nahradil nestraník Radek Šmerda.

## Květen
19. května
  Rakouské úřady zadržely v Rakousku českou lokomotivu Škoda 109E, která tam podstupovala schvalovací testy. Zabavení si vyžádal konkurent Škody firma Bombardier.
30. května
  Český Drážní úřad schválil pro provoz v Česku polské motorové lokomotivy řady ST45, které na síti SŽDC hodlá provozovat dopravce PKP Cargo.

## Červen
1. června
 V Ostravě začala šestidenní stávka zaměstnanců tamějšího dopravního podniku kvůli požadavku na zvýšení mezd. Doprava po městě byla zajištěna zhruba v polovičním rozsahu. 6. června se odboráři s vedením dohodli na zvýšení platů zhruba o 5 % od roku 2012.
16. června
 Konala se jednodenní celostátní stávka v dopravě. Po celé republice se zastavily vlaky, některé autobusy a tramvaje, nevyjelo ani pražské metro. Stávka byla uspořádána na protest proti ekonomickým reformám vlády premiéra Petra Nečase.
22. června
 Jiří Vodička skončil v pozici ředitele nákladního dopravce ČD Cargo. Nahradil ho bývalý ministr dopravy Gustáv Slamečka. 
30. června
 Prezident republiky Václav Klaus přijal rezignaci nestranického ministra dopravy Radka Šmerdy. Ten rezignoval po zhruba dvou měsících ve funkci kvůli přání Věcí veřejných obsadit resort svým straníkem. Šmerdu 1. července nahradil Pavel Dobeš.
 Do provozu byla uvedena vysokorychlostní trať Peking – Šanghaj.

## Červenec
1. července
 Jízdné v MHD v Praze zdražilo. Cena nepřestupní jízdenky se zvedla z osmnácti na čtyřiadvacet korun, přestupní jízdenka z šestadvaceti na dvaatřicet korun. Zároveň se však prodloužila platnost jízdenek. Cestující do 15 let a nad 65, kteří jsou držiteli karty Opencard mohou nově po Praze cestovat zdarma.
11. července
 Byl zprovozněn sedmikilometrový úsek dálnice D1 z Hulína do Říkovic. K dokončení dálnice zbývá ještě 24 km.

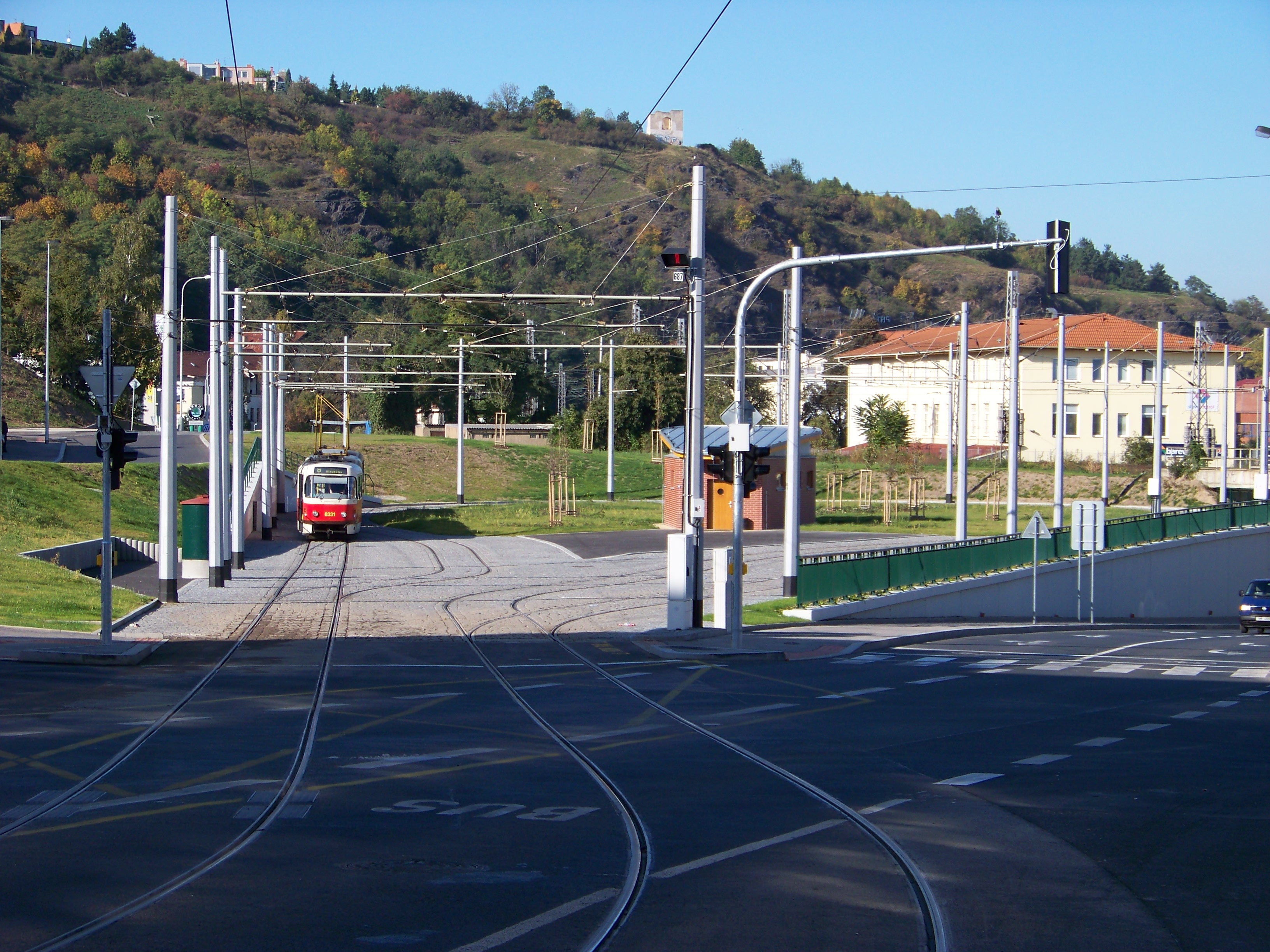
V pražské Podbabě vznikla nová tramvajová smyčka

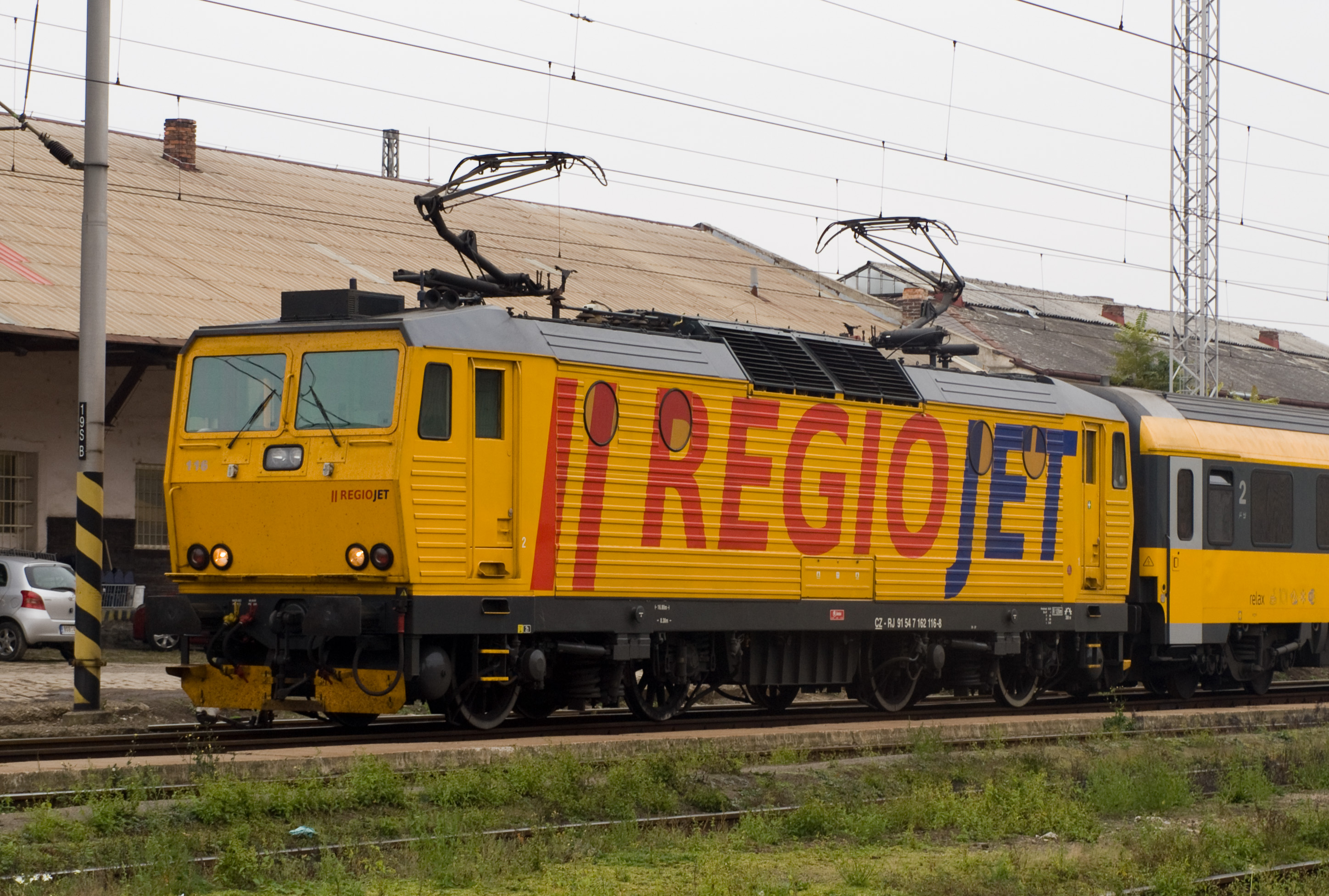
Na trasu z Prahy do Havířova vyjel soukromý dopravce RegioJet

## Září
1. září
 Přes devět tisíc pracovníků řízení železničního provozu jako jsou výpravčí, hláskaři, hradláři, výhybkáři, dozorci výhybek, signalisté nebo staniční dozorci přešlo z Českých drah ke Správě železniční dopravní cesty.
 V pražské Podbabě došlo k prodloužení tramvajové trati.
7. září
 U ruské Jaroslavli se zřítil letoun s hokejovým týmem Lokomotiv Jaroslavl. Z 45 pasažérů jich čtyřiačtyřicet zahynulo.
25. září
 Do provozu byl uveden úsek Tel Aviv ha-Hagana – Rišon le-Cijon Moše Dajan trati Tel Aviv – Bnej Darom.
26. září
 Na svou první jízdu s cestujícími vyrazil vlak soukromého dopravce RegioJet na pravidelné lince z Prahy do Havířova.

## Říjen
1. října
 Ve Slezském vojvodství převzal provoz části osobních vlaků vojvodstvím vytvořený dopravce Koleje Śląskie. Provoz zajišťuje mj. s využitím vozů B249 pronajatých od Českých drah.
28. října
 Cestující na Jihlavsku se poprvé svezli novými motorovými vozy RegioShuttle vyrobenými pro České dráhy švýcarskou firmou Stadler. Dráhy jich do konce roku nasadily na Vysočině celkem 17, v Libereckém kraji pak dalších 16.

## Listopad
11. listopadu
 České dráhy zahájily na trase Ústí nad Labem – Lysá nad Labem zkušební provoz řídicích vozů řady Bfhpvee295 s cestujícími.
28. listopadu
 Zprovozněna byla Vysočanská radiála v Praze.

## Prosinec
1. prosince
 Piloti ČSA zahájili protest proti restrukturalizaci firmy, vadí jim vyvádění letadel mimo firmu. Den na to protest ukončili, vyhlásili však stávkovou pohotovost.
 Ředitel Dopravního podniku hlavního města Prahy Martin Dvořák rezignoval.
11. prosince
 V celé Evropě začal platit nový jízdní řád veřejné dopravy.
 České dráhy zdražily jízdné zhruba o 5 % a byl omezen počet dálkových spojů v republice. Ministerstvo dopravy přestalo dotovat dálkové vlaky mezi Prahou a Ostravou.
 České dráhy zastavily pravidelný provoz osobních vlaků v úsecích Heřmanův Městec – Prachovice, Holice – Borohrádek, Moravský Karlov – Štíty, Dolní Lipka – Hanušovice a také na všech tratích vycházejících z Chornic, tj. do Moravské Třebové, Velkých Opatovic a Dzbelu. Důvodem bylo neobjednání regionální dopravy v těchto úsecích ze strany krajů.
13. prosince
 Zastupitelstvo Libereckého kraje schválilo kontroverzní stavbu rychlostní silnice R35 (od roku 2016 značené dálnice D35) Českým rájem.
17. prosince
 Poprvé v pravidelném provozu vyjelo Pendolino z Bohumína přes Prahu a Plzeň až do Františkových Lázní. V této relaci začalo jezdit každou sobotu.